# Ara (Tanith Lee)
Ara is een fantasyboek van de Britse schrijfster Tanith Lee.

## Verhaal
Het meisje Ara wordt gevangengenomen door een vijandig leger dat haar geboortestad heeft ingenomen en ze wordt weggevoerd. Daar, ver van huis, krijgt ze de kans haar eigen lotsbestemming te kiezen.